# روكيويتوير
روكيويتوير (بالفرنسية: Roquetoire)‏ هي بلدية تقع في إقليم باد كاليه من منطقة نور با دو كاليه في شمال فرنسا. تبلغ مساحة هذه المدينة 10.71 (كم²)، وترتفع عن سطح البحر 40 م، يبلغ عدد سكانها 1764 نسمة حسب إحصاء المعهد الوطني للإحصاء والدراسات الاقتصادية سنة 2009 م. وترأس Michel Hermant البلدية خلال فترة (2008-2014).